# Ahalya

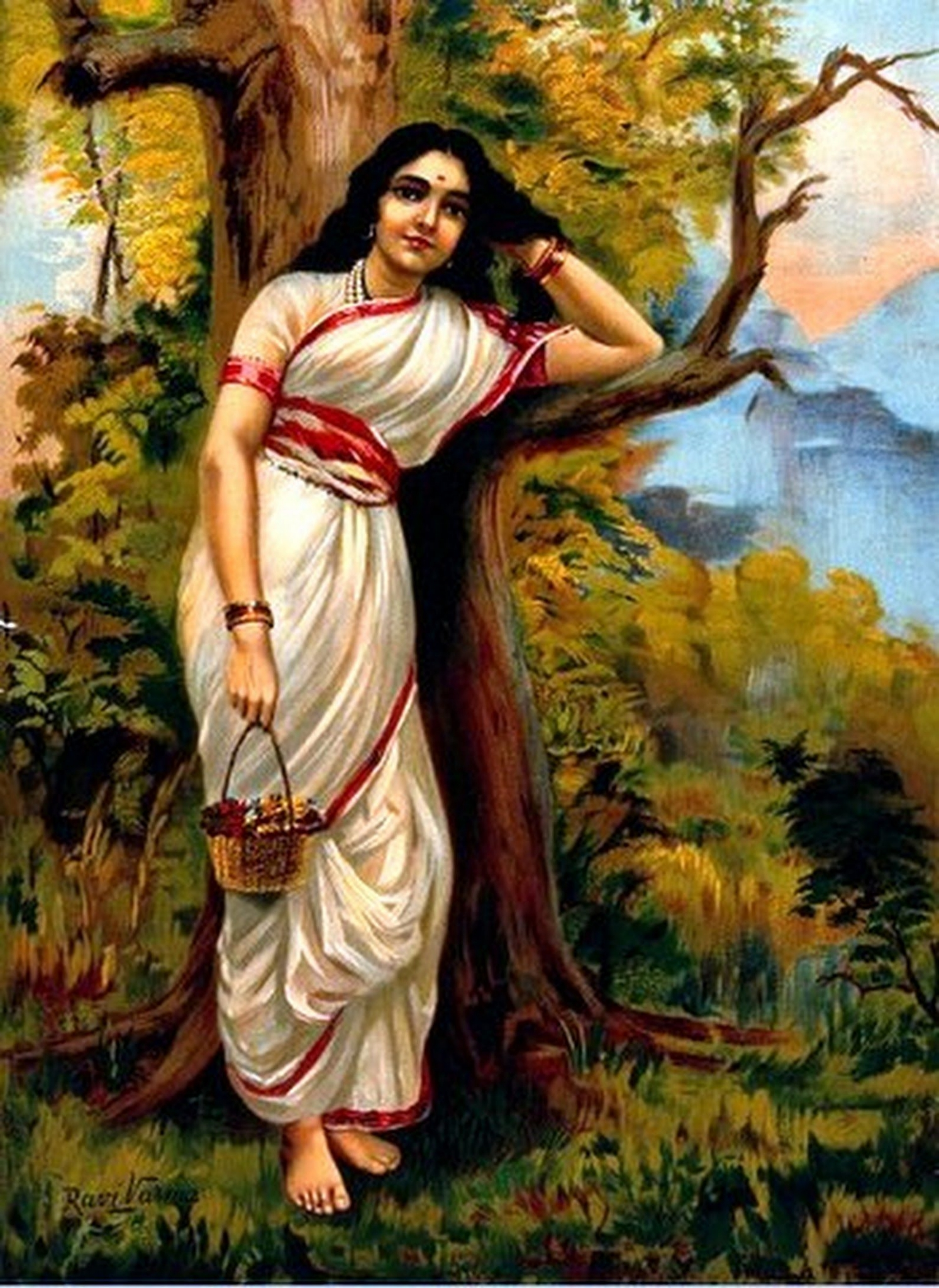
Ahalya par Raja Ravi Varma (1848–1906).

Dans la mythologie hindoue, Ahalya (en sanskrit : अहल्या), également connu sous le nom Ahilya, est l'épouse du sage Gautama Maharishi. Elle aurait été séduite par Indra (le roi des dieux), maudite par son mari pour infidélité, et libérée de la malédiction par Rāma (un avatar du dieu Vishnou).
Créée par le dieu Brahmā comme la plus belle des femmes, Ahalya était mariée à Gautama, qui était bien plus vieux qu'elle. Les récits complets les plus anciens racontent que lorsqu'Indra est venu déguisé en Gautama, Ahalya a deviné la mascarade mais a néanmoins accepté ses avances. Des sources plus récentes lui enlèvent toute responsabilité, et racontent qu'elle fut victime de la ruse d'Indra, ou encore qu'elle fut violée. Dans tous les récits, Ahalya et son amant (ou violeur) Indra sont maudits par Gautama. La malédiction varie en fonction des textes, mais dans toutes les versions, Rāma est décrit comme étant l'ultime agent de sa libération et de sa rédemption. Les plus vieux textes racontent qu'Ahalya dut expier en subissant une lourde pénitence tout en restant invisible au monde et qu'elle se purifia en offrant l’hospitalité à Rāma. Dans l'adaptation populaire développée au fil du temps, Ahalya fut maudite en devenant une pierre et regagna sa forme humaine après avoir été effleurée par le pied de Rāma.